# Matt Villalta
Matthew "Matt" Villalta, född 3 juni 1999, är en kanadensisk professionell ishockeymålvakt som är kontrakterad till Utah Mammoth i National Hockey League (NHL) och spelar för Tucson Roadrunners i American Hockey League (AHL).
Han har tidigare spelat för Arizona Coyotes och Utah Hockey Club i NHL; Ontario Reign i AHL; Fort Wayne Komets i ECHL samt Sault Ste. Marie Greyhounds i Ontario Hockey League (OHL).
Villalta draftades av Los Angeles Kings i tredje rundan i 2017 års draft som 72:a spelare totalt.